# My Tennessee Mountain Home
A My Tennessee Mountain Home az amerikai country énekesnő, Dolly Parton tizenegyedik stúdióalbuma. A lemez megjelenésére 1973-ban került sor, az RCA Records gondozásában. Az albummal megjelent kislemez, az azonos című "My Tennessee Mountain Home" dal az énekesnő híresebbé vált dalai közé tartozik.

## Számlista
| My Tennessee Mountain Home eredeti kiadás | My Tennessee Mountain Home eredeti kiadás    | My Tennessee Mountain Home eredeti kiadás | My Tennessee Mountain Home eredeti kiadás | My Tennessee Mountain Home eredeti kiadás | My Tennessee Mountain Home eredeti kiadás | My Tennessee Mountain Home eredeti kiadás | My Tennessee Mountain Home eredeti kiadás | My Tennessee Mountain Home eredeti kiadás | My Tennessee Mountain Home eredeti kiadás |
|                                           | Cím                                          | Szerző(k)                                 | Hossz                                     |                                           |                                           |                                           |                                           |                                           |                                           |
| ----------------------------------------- | -------------------------------------------- | ----------------------------------------- | ----------------------------------------- | ----------------------------------------- | ----------------------------------------- | ----------------------------------------- | ----------------------------------------- | ----------------------------------------- | ----------------------------------------- |
| 1.                                        | "The Letter"                                 | Dolly Parton                              | 2:03                                      |                                           |                                           |                                           |                                           |                                           |                                           |
| 2.                                        | "I Remember"                                 | Dolly Parton                              | 3:42                                      |                                           |                                           |                                           |                                           |                                           |                                           |
| 3.                                        | "Old Black Kettle"                           | Dolly Parton                              | 2:32                                      |                                           |                                           |                                           |                                           |                                           |                                           |
| 4.                                        | "Daddy's Working Boots"                      | Dolly Parton                              | 2:52                                      |                                           |                                           |                                           |                                           |                                           |                                           |
| 5.                                        | "Dr. Robert F. Thomas"                       | Dolly Parton                              | 2:36                                      |                                           |                                           |                                           |                                           |                                           |                                           |
| 6.                                        | "In the Good Old Days (When Times were Bad)" | Dolly Parton                              | 3:26                                      |                                           |                                           |                                           |                                           |                                           |                                           |
| 7.                                        | "My Tennessee Mountain Home"                 | Dolly Parton                              | 3:05                                      |                                           |                                           |                                           |                                           |                                           |                                           |
| 8.                                        | "Wrong Direction Home"                       | Dolly Parton                              | 2:28                                      |                                           |                                           |                                           |                                           |                                           |                                           |
| 9.                                        | "Back Home"                                  | Dolly Parton                              | 2:44                                      |                                           |                                           |                                           |                                           |                                           |                                           |
| 10.                                       | "The Better Part of Life"                    | Dolly Parton                              | 3:13                                      |                                           |                                           |                                           |                                           |                                           |                                           |
| 11.                                       | "Down on Music Row"                          | Dolly Parton                              | 2:58                                      |                                           |                                           |                                           |                                           |                                           |                                           |
| 31:31                                     |                                              |                                           |                                           |                                           |                                           |                                           |                                           |                                           |                                           |

| My Tennessee Mountain Home 2007-es újrakiadás | My Tennessee Mountain Home 2007-es újrakiadás | My Tennessee Mountain Home 2007-es újrakiadás | My Tennessee Mountain Home 2007-es újrakiadás | My Tennessee Mountain Home 2007-es újrakiadás | My Tennessee Mountain Home 2007-es újrakiadás | My Tennessee Mountain Home 2007-es újrakiadás | My Tennessee Mountain Home 2007-es újrakiadás | My Tennessee Mountain Home 2007-es újrakiadás | My Tennessee Mountain Home 2007-es újrakiadás |
|                                               | Cím                                           | Szerző(k)                                     | Hossz                                         |                                               |                                               |                                               |                                               |                                               |                                               |
| --------------------------------------------- | --------------------------------------------- | --------------------------------------------- | --------------------------------------------- | --------------------------------------------- | --------------------------------------------- | --------------------------------------------- | --------------------------------------------- | --------------------------------------------- | --------------------------------------------- |
| 12.                                           | "Sacred Memories"                             | Dolly Parton                                  | 2:44                                          |                                               |                                               |                                               |                                               |                                               |                                               |
| 33:15                                         |                                               |                                               |                                               |                                               |                                               |                                               |                                               |                                               |                                               |

## Előadók
- Dolly Parton – vokál, gitár
- Jimmy Colvard – gitár
- Jimmy Capps – gitár
- Dave Kirby – gitár
- Bobby Thompson – gitár
- Chip Young – gitár
- Pete Drake – steelgitár
- Don Warden – rezonátoros gitár
- Bobby Dyson – basszusgitár
- Jerry Carrigan – dob
- Buck Trent – bendzsó
- Mack Magah – hegedű
- Johnny Gimble – hegedű
- Hargus "Malac" Robbins – zongora
- Charlie McCoy – harmonika
- Mary Hoephinger – hárfa

## Fordítás
Ez a szócikk részben vagy egészben  a   My Tennessee Mountain Home című angol Wikipédia-szócikk fordításán alapul.  Az eredeti cikk szerkesztőit annak laptörténete sorolja fel. Ez a jelzés csupán a megfogalmazás eredetét és a szerzői jogokat jelzi, nem szolgál a cikkben szereplő információk forrásmegjelöléseként.